# Henry Bartle Frere

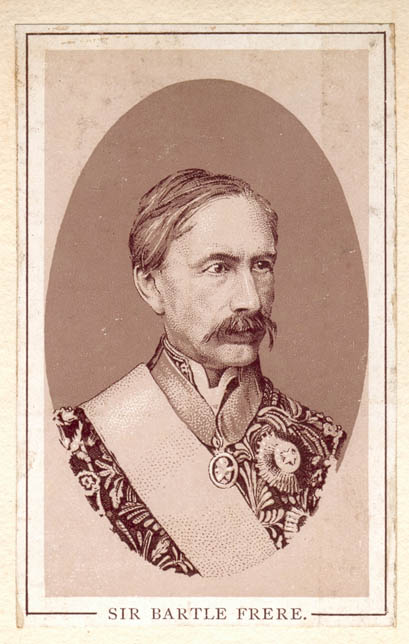
Porträt Sir Henry Bartle Freres

Sir Henry Bartle Edward Frere, 1. Baronet GCB GCSI PC (* 29. März 1815 in Clydach in Brecknockshire, Wales; † 29. Mai 1884 in Wimbledon) war ein britischer Diplomat.

## Jugend und Ausbildung
Henry Bartle Edward Frere wurde als sechster Sohn und neuntes Kind von Edward Frere, Manager der Clydach Eisenwerke, und Mary Anne Frere, geb. Green, im Clydach House, Llanelly, in Wales geboren. Er war der Enkel von John Frere und Neffe des Dichters und Schriftstellers John Hookham Frere. 1822 zog die Familie in die Nähe von Bath, hauptsächlich, um eine bessere Ausbildung für ihre Kinder zu bekommen, als es in dem abgelegenen Distrikt von Clydach möglich war. Durch widrige Umstände hatten sie viel von ihrem Vermögen eingebüßt und zogen in ein kleines Haus, das Widcombe Cottage hieß, nahe bei Prior Park, wo sie fünf Jahre lang wohnten. Ihr Cottage wurde durch einen Brand zerstört und die Familie fand ein neues Heim in den Norfolk Buildings, Bath. 1833 zogen sie in die Bitton Rectory. Bartle Frere war zwölf Jahre alt, als er und sein Bruder Richard als Tagesschüler in die Bath Grammar School geschickt wurden, die sich einen guten Ruf erworben hatte und Sir Sydney Smith und Sir Edward Parry zu ihren ehemaligen Schülern zählen konnte. 1832 wurde er mit 17 Jahren von Mr. Astell, Parlamentarier für Bedfordshire und Vorsitzender des Court of Directors für Haileybury College der East India Company, nominiert. Seiner Schule und Haileybury verdankte Frere seine Kenntnis der griechischen und lateinischen Sprache sowie die Grundlage für orientalische Sprachen. Schon als Junge lernte er das schnelle und genaue Zeichnen. Seine Briefe nach Hause waren oft geschmückt mit Zeichnungen von Personen und Landschaften, später auch mit sorgfältig gezeichneten Plänen und Landkarten. Diese Gewohnheit behielt er bis zu seinem Lebensende bei und er trug überall einen Zeichenblock und Federhalter in seiner Tasche.
In Haileybury studierte er 1½ Jahre und gewann Medaillen und Preise in mehreren Fächern. Er schloss das College mit Auszeichnung („highly distinguished“) im Dezember 1833 ab und wurde als Bester in der Liste der Studenten genannt. Er wählte Bombay (heute Mumbai) als künftigen Arbeitsplatz in Indien, weil dort bereits sein Bruder William arbeitete.

## In Indien
Er verließ den Hafen von Falmouth am 3. Mai 1834 mit der Firefly nach Malta, weiter fuhr kein Schiff zu jener Zeit. Er verbrachte einen Monat im Hause seines Onkels Hookham Frere, The Pieta, in dem dessen ausgezeichnete Bücherei und Bildersammlung untergebracht war. Hier begann Frere Arabisch zu lernen unter seinem Lehrer Joseph Wolff, ein bekannter Reisender, und erreichte nach einem Monat laut Wolff den Kenntnisstand, „dass er fähig sei, sich in Ägypten durchzuschlagen“. Er segelte am 7. Juli mit der griechischen Brigg Corriere nach Alexandria. Auf der Überfahrt lernte er vier Männer kennen, die auch nach Bombay wollten, und sie beschlossen, gemeinsam zu reisen. Mit einem einheimischen Boot erreichten sie Kairo. Sie hatten einige Abenteuer zu überstehen, bis sie die Küste erreichten und ein Schiff nach Indien fanden.
Nachdem er seine Sprachprüfung bestanden hatte, wurde er 1835 Assistent für Steuereinnahmen in Poona (heute Pune). 1842 wurde er Privatsekretär von George Arthur, Gouverneur von Bombay. Zwei Jahre später wurde er politischer Resident am Hofe des Raja Shahji von Satara. Mit dem Tod des Rajah 1848 verwaltete er die Provinz vor und nach der formellen Annexion 1849.
1850 wurde er zum britischen Residenten in Sindh ernannt und leistete als solcher während des Sepoy-Aufstandes ausgezeichnete Dienste, wofür ihn die Regierung 1859 zum Kommandeur des Bathordens ernannte.

Porträtaufnahme Sir Henry Bartle Frere

Im Jahr 1862 wurde ihm der Gouverneursposten von Bombay übertragen, den er fünf Jahre innehatte, worauf er nach Europa zurückkehrte. Später wurde er von der britischen Regierung nach Sansibar gesandt, um den Sultan Barghasch ibn Said zur Abschaffung des Sklavenhandels zu bewegen. Frere kam im Januar 1873 in Sansibar an und brachte den Abschluss eines dahin abzielenden Vertrags, nachdem der Sultan durch das Erscheinen britischer Kriegsschiffe eingeschüchtert war, am 5. Juni 1873 zustande. Frere berichtete über seine Mission in Correspondence respecting Sir Bartle Frere’s mission to the East-coast of Africa, 1872-73 (London 1873).
Nach seiner Rückkehr aus Sansibar wurde Frere 1874 zum Baronet, of Wimbledon in the County of Surrey, zum Mitglied des Privy Councils, zum Ehrendoktor der University of Cambridge und zum Ehrenbürger der City of London ernannt.

## In Südafrika
1875 begleitete er den Prince of Wales auf seiner Reise nach Indien, und im Januar 1877 ging er in das südliche Afrika als Gouverneur der Kapkolonie und Hochkommissar für Südafrika. Unter seiner Autorität wurde im April 1877 die Annexion des Transvaal vollzogen; er verwickelte aber dadurch und durch sein energisches Vorgehen gegen den König der Zulu, Cetshwayo, im Januar 1879 Großbritannien in den gefährlichen, erst im Juli siegreich beendeten Zulukrieg.
Im britischen Parlament wurde seine „imperialistische“ Politik heftig angegriffen, und auch die Regierung missbilligte seine eigenmächtigen, zum Teil instruktionswidrigen Handlungen, obwohl sie ihn auf seinem Posten in der Kapkolonie beließ. Frere schrieb darüber in Correspondence respecting affairs of Basutoland an the territories to the eastward of the Cape Colony Cont. (1882).

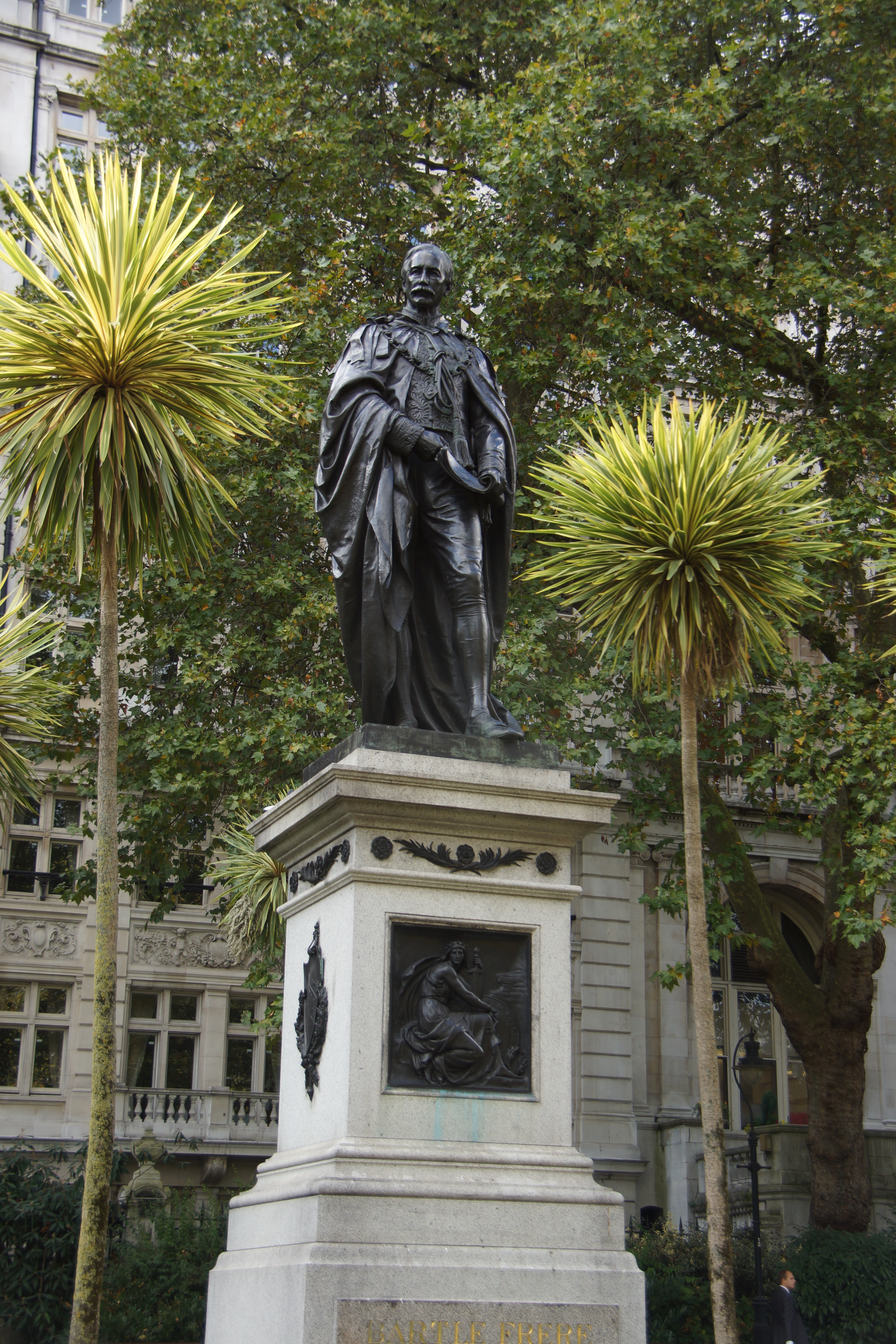
Statue auf dem Victoria Embankment, London

Erst im Herbst 1880 berief ihn William Ewart Gladstone auf Drängen der Liberal Party ab, nachdem seine Bemühungen, die südafrikanischen Kolonien Großbritanniens zu einer Konföderation zu vereinigen, gescheitert waren.
Frere starb am 29. Mai 1884 in Wimbledon bei London, er wurde in der St Paul’s Cathedral begraben.

## Familie
Am 10. Oktober 1844, heiratete er Catherine Arthur (geboren ca. 1821 in Honduras), Tochter von George Arthur, dem Gouverneur von Bombay, und zu dessen Privatsekretär zwei Jahre zuvor ernannt worden war. Sie hatten fünf Töchter:
- Mary Eliza Isabella Frere (* 1845 in Bitton, Gloucestershire);[6]
- Catherine Frances Frere (* 1849 in Ostindien);
- Georgina Hamilton Chichester Frere (* um 1850 in Ostindien);
- Bartle Compton Arthur Frere (* 1855 in Paddington, Middlesex);
- Eliza Frederica Jane Frere (* um 1857 in Wimbledon, London).[7]

Da Frere keine Söhne hatte, erlosch sein Baronettitel bei seinem Tod.

## Ehrungen
In der Kapkolonie benannte man die Stadt Mount Frere nach ihm, die Stadt Lady Frere wurde nach seiner Frau benannt. Der Mount Bartle Frere, der höchste Berg im australischen Queensland, erhielt seinen Namen ebenfalls nach Frere.

## Fotogalerie

Reisen von Sir Bartle Frere August 1877 – März 1878 und Oktober 1878 – Juni 1879
Kartenausschnitt Natal und Transvaal – Zur Illustration der Reisen von Sir Bartle Frere

## Weitere Schriften
- Eastern Africa a field for missionary labour : four letters to his grace the Archbishop of Canterbury; with a map. Publisher: John Murray, London 1874 (neue Ausg. 1874)
- On the impending Bengal famine: how it will be met and how to prevent future famines in India, and how to prevent in Future Famines in India. Publishers: John Murray and Henry S. King, 1874.
- Afghanistan and South Africa; a letter to the Right Hon. W.E. Gladstone, M.P., regarding portions of his Midlothian speeches. Publisher: John Murray London 1881